# Sophie Bergé
Pour l’article ayant un titre homophone, voir Sophie Berger.
Pour les articles homonymes, voir Bergé.
Sophie Bergé, née le 5 juillet 1964 à Nantes, est une skipper française.

## Carrière
Sophie Bergé et Florence Le Brun sont sacrées championnes d'Europe en 1986 à Sønderborg. Le duo termine 8e des Jeux olympiques d'été de 1988.